# Psaume 104 (103)
Le psaume 104 (103 selon la numérotation grecque) est une évocation poétique et une louange de la Création divine.

## Texte
N.B. S’il y a conflit de numérotation des versets entre l’hébreu et le latin, c’est l’original hébreu qui prévaut et la traduction française le suit. Par contre, le latin ne se plie pas à la numérotation affichée. Les numéros de versets s'appliquent au texte latin, mais la traduction est décalée par endroits.
| verset | original hébreu                                                  | traduction française de Louis Segond                                                                                               | Vulgate latine                                                                                                   |
| ------ | ---------------------------------------------------------------- | --- | --- |
| 1      | בָּרְכִי נַפְשִׁי, אֶת-יְהוָה:יְהוָה אֱלֹהַי, גָּדַלְתָּ מְּאֹד; הוֹד וְהָדָר לָבָשְׁתָּ            | Mon âme, bénis l’Éternel ! Éternel, mon Dieu, tu es infiniment grand ! Tu es revêtu d’éclat et de magnificence !                   | ipsi David benedic anima mea Domino Domine Deus meus magnificatus es vehementer confessionem et decorem induisti |
| 2      | עֹטֶה-אוֹר, כַּשַּׂלְמָה; נוֹטֶה שָׁמַיִם, כַּיְרִיעָה                                | Il s’enveloppe de lumière comme d’un manteau ; il étend les cieux comme un pavillon.                                               | amictus lumine sicut vestimento extendens caelum sicut pellem                                                    |
| 3      | הַמְקָרֶה בַמַּיִם, עֲלִיּוֹתָיו:הַשָּׂם-עָבִים רְכוּבוֹ; הַמְהַלֵּךְ, עַל-כַּנְפֵי-רוּחַ           | Il forme avec les eaux le faîte de sa demeure ; il prend les nuées pour son char, il s’avance sur les ailes du vent.               | qui tegis in aquis superiora eius qui ponis nubem ascensum tuum qui ambulas super pinnas ventorum                |
| 4      | עֹשֶׂה מַלְאָכָיו רוּחוֹת; מְשָׁרְתָיו, אֵשׁ לֹהֵט                                 | Il fait des vents ses messagers, des flammes de feu ses serviteurs.                                                                | qui facis angelos tuos spiritus et ministros tuos ignem urentem                                                  |
| 5      | יָסַד-אֶרֶץ, עַל-מְכוֹנֶיהָ; בַּל-תִּמּוֹט, עוֹלָם וָעֶד                            | Il a établi la terre sur ses fondements, elle ne sera jamais ébranlée.                                                             | qui fundasti terram super stabilitatem suam non inclinabitur in saeculum saeculi                                 |
| 6      | תְּהוֹם, כַּלְּבוּשׁ כִּסִּיתוֹ; עַל-הָרִים, יַעַמְדוּ מָיִם                            | Tu l’avais couverte de l’abîme comme d’un vêtement, les eaux s’arrêtaient sur les montagnes ;                                      | abyssus sicut vestimentum amictus eius super montes stabunt aquae                                                |
| 7      | מִן-גַּעֲרָתְךָ יְנוּסוּן; מִן-קוֹל רַעַמְךָ, יֵחָפֵזוּן                             | elles ont fui devant ta menace, elles se sont précipitées à la voix de ton tonnerre.                                               | ab increpatione tua fugient a voce tonitrui tui formidabunt                                                      |
| 8      | יַעֲלוּ הָרִים, יֵרְדוּ בְקָעוֹת-- אֶל-מְקוֹם, זֶה יָסַדְתָּ לָהֶם                     | Des montagnes se sont élevées, des vallées se sont abaissées, au lieu que tu leur avais fixé.                                      | ascendunt montes et descendunt campi in locum quem fundasti eis                                                  |
| 9      | גְּבוּל-שַׂמְתָּ, בַּל-יַעֲבֹרוּן; בַּל-יְשֻׁבוּן, לְכַסּוֹת הָאָרֶץ                        | Tu as posé une limite que les eaux ne doivent point franchir, afin qu’elles ne reviennent plus couvrir la terre.                   | terminum posuisti quem non transgredientur neque convertentur operire terram                                     |
| 10     | הַמְשַׁלֵּחַ מַעְיָנִים, בַּנְּחָלִים; בֵּין הָרִים, יְהַלֵּכוּן                           | Il conduit les sources dans des torrents qui coulent entre les montagnes.                                                          | qui emittis fontes in convallibus inter medium montium pertransibunt aquae                                       |
| 11     | יַשְׁקוּ, כָּל-חַיְתוֹ שָׂדָי; יִשְׁבְּרוּ פְרָאִים צְמָאָם                              | Elles abreuvent tous les animaux des champs ; les ânes sauvages y étanchent leur soif.                                             | potabunt omnes bestiae agri expectabunt onagri in siti sua                                                       |
| 12     | עֲלֵיהֶם, עוֹף-הַשָּׁמַיִם יִשְׁכּוֹן; מִבֵּין עֳפָאיִם, יִתְּנוּ-קוֹל                     | Les oiseaux du ciel habitent sur leurs bords, et font résonner leur voix parmi les rameaux.                                        | super ea volucres caeli habitabunt de medio petrarum dabunt vocem                                                |
| 13     | מַשְׁקֶה הָרִים, מֵעֲלִיּוֹתָיו; מִפְּרִי מַעֲשֶׂיךָ, תִּשְׂבַּע הָאָרֶץ                       | De sa haute demeure, il arrose les montagnes ; la terre est rassasiée du fruit de tes œuvres.                                      | rigans montes de superioribus suis de fructu operum tuorum satiabitur terra                                      |
| 14     | מַצְמִיחַ חָצִיר, לַבְּהֵמָה, וְעֵשֶׂב, לַעֲבֹדַת הָאָדָם;לְהוֹצִיא לֶחֶם, מִן-הָאָרֶץ          | Il fait germer l’herbe pour le bétail, et les plantes pour les besoins de l’homme, afin que la terre produise de la nourriture,    | producens faenum iumentis et herbam servituti hominum ut educas panem de terra                                   |
| 15     | וְיַיִן, יְשַׂמַּח לְבַב-אֱנוֹשׁ-- לְהַצְהִיל פָּנִים מִשָּׁמֶן;וְלֶחֶם, לְבַב-אֱנוֹשׁ יִסְעָד       | le vin qui réjouit le cœur de l’homme, et fait plus que l’huile resplendir son visage, et le pain qui soutient le cœur de l’homme. | et vinum laetificat cor hominis ut exhilaret faciem in oleo et panis cor hominis confirmat                       |
| 16     | יִשְׂבְּעוּ, עֲצֵי יְהוָה-- אַרְזֵי לְבָנוֹן, אֲשֶׁר נָטָע                            | Les arbres de l’Éternel se rassasient, les cèdres du Liban, qu’il a plantés.                                                       | saturabuntur ligna campi et cedri Libani quas plantavit                                                          |
| 17     | אֲשֶׁר-שָׁם, צִפֳּרִים יְקַנֵּנוּ; חֲסִידָה, בְּרוֹשִׁים בֵּיתָהּ                          | C’est là que les oiseaux font leurs nids ; la cigogne a sa demeure dans les cyprès,                                                | illic passeres nidificabunt erodii domus dux est eorum                                                           |
| 18     | הָרִים הַגְּבֹהִים, לַיְּעֵלִים; סְלָעִים, מַחְסֶה לַשְׁפַנִּים                          | les montagnes élevées sont pour les boucs sauvages, les rochers servent de retraite aux damans.                                    | montes excelsi cervis petra refugium erinaciis                                                                   |
| 19     | עָשָׂה יָרֵחַ, לְמוֹעֲדִים; שֶׁמֶשׁ, יָדַע מְבוֹאוֹ                                 | Il a fait la lune pour marquer les temps ; le soleil sait quand il doit se coucher.                                                | fecit lunam in tempora sol cognovit occasum suum                                                                 |
| 20     | תָּשֶׁת-חֹשֶׁךְ, וִיהִי לָיְלָה-- בּוֹ-תִרְמֹשׂ, כָּל-חַיְתוֹ-יָעַר                        | Tu amènes les ténèbres, et il est nuit : alors tous les animaux des forêts sont en mouvement ;                                     | posuisti tenebras et facta est nox in ipsa pertransibunt omnes bestiae silvae                                    |
| 21     | הַכְּפִירִים, שֹׁאֲגִים לַטָּרֶף; וּלְבַקֵּשׁ מֵאֵל, אָכְלָם                             | les lionceaux rugissent après la proie, et demandent à Dieu leur nourriture.                                                       | catuli leonum rugientes ut rapiant et quaerant a Deo escam sibi                                                  |
| 22     | תִּזְרַח הַשֶּׁמֶשׁ, יֵאָסֵפוּן; וְאֶל-מְעוֹנֹתָם, יִרְבָּצוּן                            | Le soleil se lève : ils se retirent, et se couchent dans leurs tanières.                                                           | ortus est sol et congregati sunt et in cubilibus suis conlocabuntur                                              |
| 23     | יֵצֵא אָדָם לְפָעֳלוֹ; וְלַעֲבֹדָתוֹ עֲדֵי-עָרֶב                                   | L’homme sort pour se rendre à son ouvrage, et à son travail, jusqu’au soir.                                                        | exibit homo ad opus suum et ad operationem suam usque ad vesperum                                                |
| 24     | מָה-רַבּוּ מַעֲשֶׂיךָ, יְהוָה-- כֻּלָּם, בְּחָכְמָה עָשִׂיתָ;מָלְאָה הָאָרֶץ, קִנְיָנֶךָ            | Que tes œuvres sont en grand nombre, ô Éternel ! Tu les as toutes faites avec sagesse. La terre est remplie de tes biens.          | quam magnificata sunt opera tua Domine omnia in sapientia fecisti impleta est terra possessione tua              |
| 25     | זֶה, הַיָּם גָּדוֹל-- וּרְחַב יָדָיִם:שָׁם-רֶמֶשׂ, וְאֵין מִסְפָּר; חַיּוֹת קְטַנּוֹת, עִם-גְּדֹלוֹת | Voici la grande et vaste mer : Là se meuvent sans nombre des animaux petits et grands ;                                            | hoc mare magnum et spatiosum *manibus; illic reptilia quorum non est numerus animalia pusilla cum magnis         |
| 26     | שָׁם, אֳנִיּוֹת יְהַלֵּכוּן; לִוְיָתָן, זֶה-יָצַרְתָּ לְשַׂחֶק-בּוֹ                         | là se promènent les navires, et ce léviathan que tu as formé pour se jouer dans les flots.                                         | illic naves pertransibunt draco iste quem formasti ad inludendum ei                                              |
| 27     | כֻּלָּם, אֵלֶיךָ יְשַׂבֵּרוּן-- לָתֵת אָכְלָם בְּעִתּוֹ                                 | Tous ces animaux espèrent en toi, pour que tu leur donnes la nourriture en son temps.                                              | omnia a te expectant ut des illis escam in tempore                                                               |
| 28     | תִּתֵּן לָהֶם, יִלְקֹטוּן; תִּפְתַּח יָדְךָ, יִשְׂבְּעוּן טוֹב                            | Tu la leur donnes, et ils la recueillent ; tu ouvres ta main, et ils se rassasient de biens.                                       | dante te illis colligent aperiente te manum tuam omnia implebuntur bonitate                                      |
| 29     | תַּסְתִּיר פָּנֶיךָ, יִבָּהֵלוּן:תֹּסֵף רוּחָם, יִגְוָעוּן; וְאֶל-עֲפָרָם יְשׁוּבוּן             | Tu caches ta face : ils sont tremblants ; tu leur retires le souffle : ils expirent, et retournent dans leur poussière.            | avertente autem te faciem turbabuntur auferes spiritum eorum et deficient et in pulverem suum revertentur        |
| 30     | תְּשַׁלַּח רוּחֲךָ, יִבָּרֵאוּן; וּתְחַדֵּשׁ, פְּנֵי אֲדָמָה                               | Tu envoies ton souffle : ils sont créés, et tu renouvelles la face de la terre.                                                    | emittes spiritum tuum et creabuntur et renovabis faciem terrae                                                   |
| 31     | יְהִי כְבוֹד יְהוָה לְעוֹלָם; יִשְׂמַח יְהוָה בְּמַעֲשָׂיו                            | Que la gloire de l’Éternel subsiste à jamais ! Que l’Éternel se réjouisse de ses œuvres !                                          | sit gloria Domini in saeculum laetabitur Dominus in operibus suis                                                |
| 32     | הַמַּבִּיט לָאָרֶץ, וַתִּרְעָד; יִגַּע בֶּהָרִים וְיֶעֱשָׁנוּ                              | Il regarde la terre, et elle tremble ; il touche les montagnes, et elles sont fumantes.                                            | qui respicit terram et facit eam tremere qui tangit montes et fumigant                                           |
| 33     | אָשִׁירָה לַיהוָה בְּחַיָּי; אֲזַמְּרָה לֵאלֹהַי בְּעוֹדִי                              | Je chanterai l’Éternel tant que je vivrai, je célébrerai mon Dieu tant que j’existerai.                                            | cantabo Domino in vita mea psallam Deo meo quamdiu sum                                                           |
| 34     | יֶעֱרַב עָלָיו שִׂיחִי; אָנֹכִי, אֶשְׂמַח בַּיהוָה                                 | Que mes paroles lui soient agréables ! Je veux me réjouir en l’Éternel.                                                            | iucundum sit ei eloquium meum ego vero delectabor in Domino                                                      |
| 35     | יִתַּמּוּ חַטָּאִים מִן-הָאָרֶץ, וּרְשָׁעִים עוֹד אֵינָם--בָּרְכִי נַפְשִׁי, אֶת-יְהוָה;הַלְלוּ-יָהּ  | Que les pécheurs disparaissent de la terre, et que les méchants ne soient plus ! Mon âme, bénis l’Éternel ! Louez l’Éternel !      | deficiant peccatores a terra et iniqui ita ut non sint benedic anima mea Domino                                  |

## Structure et thème du psaume
Ce psaume est un éloge de la Création divine qui s'achève par une louange adressée au Dieu créateur.
L'introduction du psaume (v. 1 et 2) rappelle la majesté divine ; elle est suivie d'une extrapolation poétique de la Genèse où sont évoqués la création des éléments, de la terre et des flots, des animaux chacun selon leurs mœurs, des astres et de l'homme (v. 3-20). Le poète rappelle que toute la Création est mue par Dieu, que chaque créature et les montagnes elles-mêmes ne peuvent être et vivre que par l'action du Créateur (v. 21-32). Le psaume se conclut par une louange à Dieu (v. 33-35).
Ce psaume serait lié au grand hymne à Aton, composé sous la XVIIIIème dynastie dont il emprunte le champ lexical.

## Usages liturgiques

### Dans le christianisme

#### Dans le rite byzantin
Ce psaume est lu (jours ordinaires) ou chanté (jours festifs) lors de Vêpres dans les Églises d'Orient – Églises orthodoxes et Églises catholiques de rite byzantin.